# 原臺灣省菸酒公賣局高雄分局
原臺灣省菸酒公賣局高雄分局為臺灣高雄市鹽埕區的歷史建築，為三層樓的現代主義建築，建於1967年，見證了高雄港的發展，其前身為臺灣總督府專賣局高雄支局。

## 介紹
專賣局高雄支局在二戰後，改為「臺灣省菸酒公賣局高雄分局」，負責高雄縣、市的菸酒經銷，並在後來改為「七賢營業所」。由於原空間不敷使用，舊有廳舍在1967年拆除改建為現貌，其為公賣局工務組職員李碩倉設計、監造，亦見證了戰後初期急缺建築專業人才，短暫開放非科班人員透過考試取得建築師同等資格之發展歷程。營業所本體建築設計風格為戰後現代主義式樣，採用細小口馬賽克瓷磚貼面裝飾，具有戰後初期時代建築特色。
此棟建築在2015年曾被登錄為高雄市歷史建築，但因登錄過程有行政程序瑕疵，最高行政法院於2018年撤銷行政處分，民間團體在之後再依法提報，並於2020年6月公告為歷史建築。

## 專賣局高雄支局

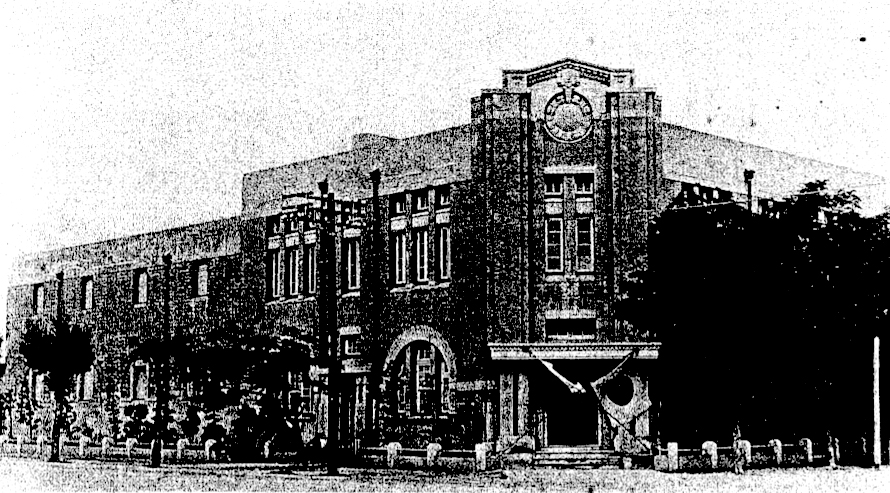
專賣局高雄支局(1936年~1967年)

專賣局高雄支局為台灣日治時期管理高雄市、岡山郡和鳳山郡的專賣機關，設立於1936年，位於高雄市堀江町。其廳舍為兩層樓的折衷主義風格建築，曾為高雄港周邊的地標之一。

### 高雄出張所
高雄鹽埕地區自古以來為瀨南鹽場，台灣總督府於1900年4月在哨船頭設立了「打狗鹽務局」，為高雄地區的專賣機關之始，局務範圍包含了高雄、屏東和台東地區；打狗鹽務局後來因辦理局務不便，搬遷到了鹽埕。其在1901年6月與樟腦局和製藥所合併為專賣局後，改制為「專賣局打狗支局」（位於大竹里鹽埕庄），並在1902年設立東港出張所，1909年設立烏樹林和紅毛港出張所。為了打狗港的發展，瀨南鹽場於1912年廢曬，鹽埕則是被開闢為新市街。1914年4月，打狗支局與東港出張所廢止並改設烏樹林支局（位於維新里烏樹林庄），原打狗支局則改為烏樹林支局打狗出張所，專門負責煙草專賣事務。
為了計畫在1922年7月實施的酒類專賣制度做準備，臺灣總督府於1922年3月31日公布設立「台南專賣支局高雄出張所」，事務所位於高雄州廳稅務課內；其於同年7月移轉至哨船頭原臺灣製糖株式會社本社（已於1922年遷至屏東市）的位置。台南專賣支局高雄出張所在開始酒類專賣事務後，於同年9月接管原打狗出張所的煙草專賣事務，於同年11月接管紅毛港分室的食鹽專賣事務，至此成為統一管理高雄地區鹽和煙酒專賣的機關。1924年12月25日，專賣局支局與出張所分別設立，台南專賣支局高雄出張所改稱「專賣局高雄出張所」，紅毛港出張所改為高雄出張所紅毛港分室。

### 升格為支局並建新廳舍
由於事業不斷進展，廳舍已不敷使用，後來選定了堀江町四丁目40番地興建新廳舍和倉庫，高雄出張所於1928年6月遷移至此。而台灣總督府為了整頓全台的鹽田，紅毛港的鹽田於1929年3月停業，並在1930年10月修改食鹽專賣制度，專賣局從此不再管理食鹽生產，只負責食鹽的販售予取締。1936年6月17日，專賣局高雄出張所升格為「專賣局高雄支局」。高雄支局（1943年時）下設有「總務係」和「耕作係」，除了販售和取締一般的專賣品外，耕作係下的鳳山駐在所、大寮駐在所、大樹駐在所、林園駐在所和仁武駐在所負責管理菸葉的生產，菸葉經統一販售給專賣局後，再送至屏東葉煙草再乾燥場做初步加工。 